# Amable Gauthier
Amable Gauthier est un sculpteur et architecte québécois, né le 11 novembre 1792 à Saint-Jean-Baptiste-de-Nicolet et mort le 30 juin 1873 à Maskinongé.

## Biographie
Né à Saint-Jean-Baptiste-de-Nicolet, Amable Gauthier est le fils d'Antoine Gauthier et de Gosephte Girardin. Amable Gauthier devient orphelin en bas âge, mais il est placé chez son oncle le sculpteur Louis-Amable Quévillon qui vit à Saint-Vincent-de-Paul. En devenant l'apprenti dans l'atelier de son oncle, il s’entraîne à la sculpture et à l’ornementation. Par exemple, il participe à la décoration des églises de Lavaltrie, de Saint-Ours et de Maskinongé,.

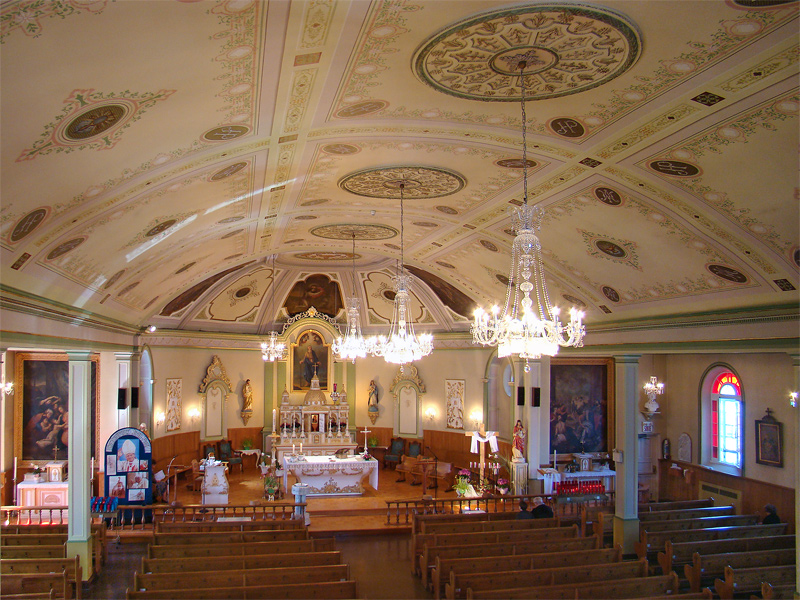
Église Saint-Joachim, Châteauguay. Décoration intérieure par les sculpteurs Philippe Liébert et Amable Gauthier, et le peintre Joseph Légaré.

Après la mort de son oncle, Amable Gauthier s’installe à Saint-Barthélemy en 1823 et ouvre son propre atelier. De 1823 à 1830, il travaille avec le sculpteur Alexis Milette à la décoration de l'église de Sainte-Geneviève-de-Berthier,. Il a également sculpté les tabernacles pour l'église de Saint-Isidore et de Châteauguay. En 1844, il prend le titre d'architecte-entrepreneur et prend en charge les travaux d'agrandissement de l'église de Sainte-Geneviève-de-Berthier qui se terminent en 1850. En 1850, Amable Gauthier déménage à Maskinongé et trois années plus tard, il ouvre un bureau d'architecte et de sculpteur à Montréal. Au cours de sa carrière, Amable Gauthier a eu plusieurs apprentis dont son fils Louis-Zéphirin Gauthier, un architecte responsable de la construction de plus de 100 églises.
Amable Gauthier meurt le 30 juin 1873 à l'âge de 80 ans.

## Œuvres et restaurations
- Église de Sainte-Élisabeth de Berthier
- Église de Saint-Viateur
- Église de Saint-Paul de Joliette
- Église de Berthier
- Statue de Saint Cuthbert
- Autels de l’église de Saint-Isidore de Laprairie
- Chaire de l’église de Saint-Barthélemy
- Musée national des beaux-arts du Québec[7]